# 菲尔米港
菲尔米港是巴西米纳斯吉拉斯州的一个市镇。总面积287.005平方公里，总人口12210人，人口密度42.5人/平方公里。